# Viaducto de Mira
El viaducto de Mira, también conocido como Puente de Villa Paz, es uno de los viaductos que forman parte de la red ferroviaria española que une Aranjuez con Valencia, situado en el municipio de Mira, provincia de Cuenca, España.

## Historia
Durante la Segunda República se fueron proyectando los nueve viaductos del recorrido ferroviario Cuenca-Utiel por Gonzalo Torres-Quevedo Polanco, siendo en 1932 el año que se iniciaron las obras de construcción del viaducto encajonado en el cañón del río Ojos de Moya / Mira. Si bien las obras de este tramo y la vía estaban instaladas ya el 1 de noviembre de 1936, el tráfico ferroviario regular no se inició hasta julio de 1942, aunque limitado hasta la estación de Enguídanos, en dirección Cuenca, a la espera de finalizar las obras del mayor viaducto de la línea. La línea no fue inaugurada por completo hasta el 25 de noviembre de 1947.
El viaducto se diseñó mediante 6 arcos, cinco de 30 metros de luz y uno de 12, poseyendo una longitud de 220 metros, una altura de 74 metros y su coste fue de 1.841.273,91 pesetas.